# انجمينا
انْجَمِينا هي عاصمة تشاد. يقدر تعداد سكانها ب 721.000 نسمة (حسب إحصاءات 2005)، واسمها السابق «فور لامي» وتطل على بحيرة تشاد في الجزء الجنوبي للبلاد.

## تاريخ
أُنشِئت أنجمينا من طرف القائد (إميل جنتيه) في 29 مايو 1900م , و قد سُميت بـ «فور لامي» ( بالفرنسية : Fort-Lamy ). تكريماً للضابط أميدييه فرونسوا لامي الذي قُتل في معركة كوسيري ( بالفرنسية Bataille de Kousséri ) قبل بضعة أيام آنذاك.
أثناء الحرب العالمية الثانية اعتمدت القوات الفرنسية على مطار المدينة لإيصال المعدات العسكربة، في يوم 21 جانفي 1942م قامت المقاتلة الألمانية هنيكل هي 111 بقصف المطار مدمرةَ خزانات الوقود و 10 طائرات كانت في المطار.
استقبلت المدينة أول فرع بنكي في عام 1950م من طرف بنك غرب إفريقيا : Banque d'Afrique Occidentale ).
في 6 أبريل 1973م قام الرئيس فرنسوا تومبالباي بتغيير إسمها من فور لامي إلى أنجمينا والتي هي كلمة من أصل عربي انجمينا أي استرحنا. مأخوذة من الاستجمام. (أنجمينا). وحرفت لأنها باللهجة الدارجية التشادية.
في عام 1937 كان عدد سكان المدينة قد وصل إلى 9967 نسمة، ولكن بعد عقد من الزمن بلغ عدد السكان الضعف تقريبا، إذ وصل عدد السكان إلى 18435 في عام 1947م.
بعد الاستقلال وفي عام 1968م وصل عدد سكان المدينة إلى 126483 نسمة، أما في عام 1993م فلقد تجاوز العدد نصف المليون وبلغ 529555 نسمة، وهذا عائد إلى نزوح اللاجئين نحو العاصمة من أجل الأمن والعمل.

## الاقتصاد

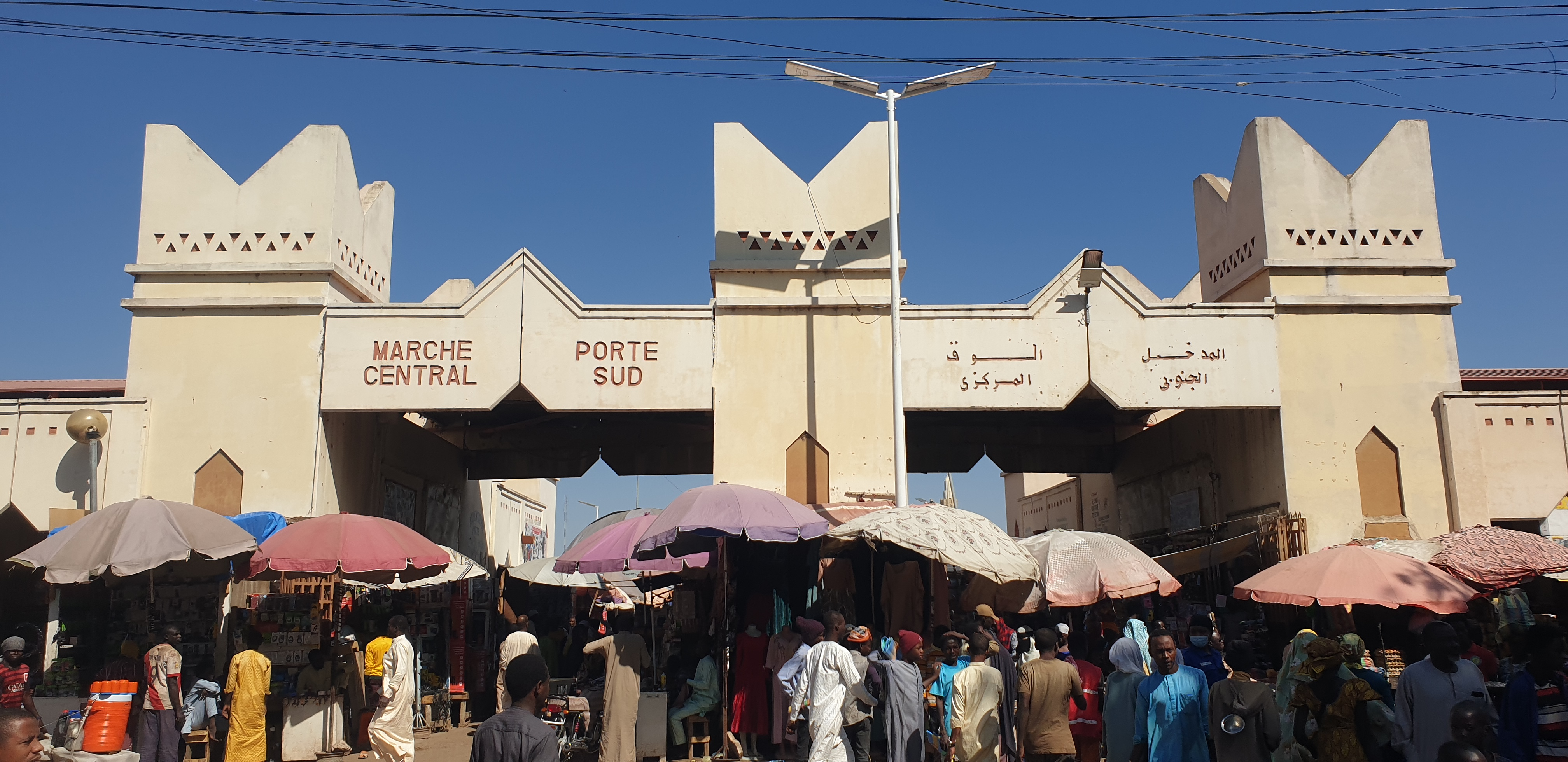
أحد أكبر الاسواق في جمهورية تشاد- السوق المركزي بانجمينا العاصمة